# 上野原市消防本部
上野原市消防本部（うえのはらししょうぼうほんぶ）は、山梨県上野原市の消防部局（消防本部）。管轄区域は上野原市全域。

## 概要
2023年4月1日現在
- 消防本部：上野原市松留514-8
- 管内面積：170.57km2
- 職員定数：57人（実員58人）
- 消防署1カ所、出張所2カ所
- 主力機械（2023年7月現在）
  - 普通消防ポンプ自動車：4
  - 化学消防自動車：1
  - 救助工作車：1
  - 救急自動車：4
  - 広報指令車：1
  - 指令車：1
  - 支援車：1
  - 消防団車：1
  - 事務連絡車：1
    - 大月市消防本部と屈折はしご付消防自動車を共同運用しており、必要時には大月市消防本部にはしご車の出動を要請する[1]。

## 沿革
- 1972年10月　上野原町消防本部並びに消防署の設置に関する条例制定・上野原町消防本部発足
- 1973年4月　上野原町消防署発足(職員19名、消防ポンプ車1台、救急車1台)
- 1974年12月　南都留郡秋山村が都留市への消防業務に関する事務委託を公示
- 1975年4月　都留市消防署秋山出張所を設置（職員5名、消防ポンプ車1台、救急車1台)
- 1988年4月　上野原町消防署棡原出張所開設(職員4名、消防ポンプ車1台)
- 1989年10月　棡原出張所に救急車を配備し救急業務開始
- 2000年3月　上野原町と秋山村で消防相互応援協定締結
- 2002年4月　上野原町消防本部と大月市消防本部との間で人事交流開始
- 2005年2月13日　北都留郡上野原町と南都留郡秋山村の新設合併により上野原市が発足する。
  - 上野原町消防本部・上野原町消防署が、上野原市消防本部・上野原市消防署となる。
  - 都留市に消防事務を委託していた秋山村区域の消防事務を継承する。職員定数53名(旧上野原町45名・旧秋山村8名)
- 2015年4月1日　都留市消防本部、大月市消防本部とともに山梨県東部消防指令センターの共同運用を開始（3月9日より試験運用）[2]。

## 組織
- 本部 - 消防総務課
- 消防署

## 消防署
| 消防署         | 住所      | 出張所                           |
| -------------- | --------- | -------------------------------- |
| 上野原市消防署 | 松留514-8 | 棡原：棡原10744-1 秋山：秋山7131 |